# Gmina Osieczna
Die Gmina Osieczna ist eine Stadt-und-Land-Gemeinde im Powiat Leszczyński der Woiwodschaft Großpolen in Polen. Ihr Sitz ist die gleichnamige Stadt (deutsch Storchnest) mit etwa 2350 Einwohnern.

## Geographie
Die Gemeinde grenzt im Südwesten an die Kreisstadt Leszno (Lissa). Ihr Gebiet ist reich an Seen und Teichen.

## Gliederung
Zur Stadt-und-Land-Gemeinde gehören neben der Stadt Osieczna weitere 17 Dörfer (deutsche Namen) mit einem Schulzenamt:
| - Dobramyśl (Dobramysl, 1939–1943 Schönhof, 1943–1945 Dobermeisel) - Drzeczkowo (Leesen) - Frankowo (Frankenhofen) - Grodzisko (Grodziska, 1939–1943 Grätz) - Jeziorki (Deutsch Höhe) - Kąkolewo (Kankel, 1943–1945 Kankel (Kr. Lissa)) - Kąty (Grünwinkel) | - Kleszczewo (Kletschau) - Łoniewo (Laune) - Miąskowo (Mohnsdorf) - Popowo Wonieskie (Poppen) - Świerczyna (Tannacker) - Trzebania (Trebchen) - Witosław (Boberfeld) - Wojnowice (Schwedengrund) - Wolkowo (Wulke) - Ziemnice (Bergfeld) |

Weitere Ortschaften der Gemeinde sind Adamowo, Berdychowo, Chmielkowo, Górka, Kopanina, Maciejewo, Nowe Wolkowo und Ustronie.

## Verkehr
Das Dorf Kąkolewo hat einen Bahnhof an der Bahnstrecke Jarocin–Kąkolewo, die nur noch teilweise im Güterverkehr betrieben wird und in der Bahnstrecke Łódź–Forst (Lausitz) aufgeht. Die Hauptort der Gemeinde hatte nie Eisenbahnanschluss.